# Machaeropteris vernacula
Machaeropteris vernacula är en fjärilsart som beskrevs av Edward Meyrick 1911. Machaeropteris vernacula ingår i släktet Machaeropteris och familjen äkta malar.
Artens utbredningsområde är Sri Lanka. Inga underarter finns listade i Catalogue of Life.